# Kazimierz Underko

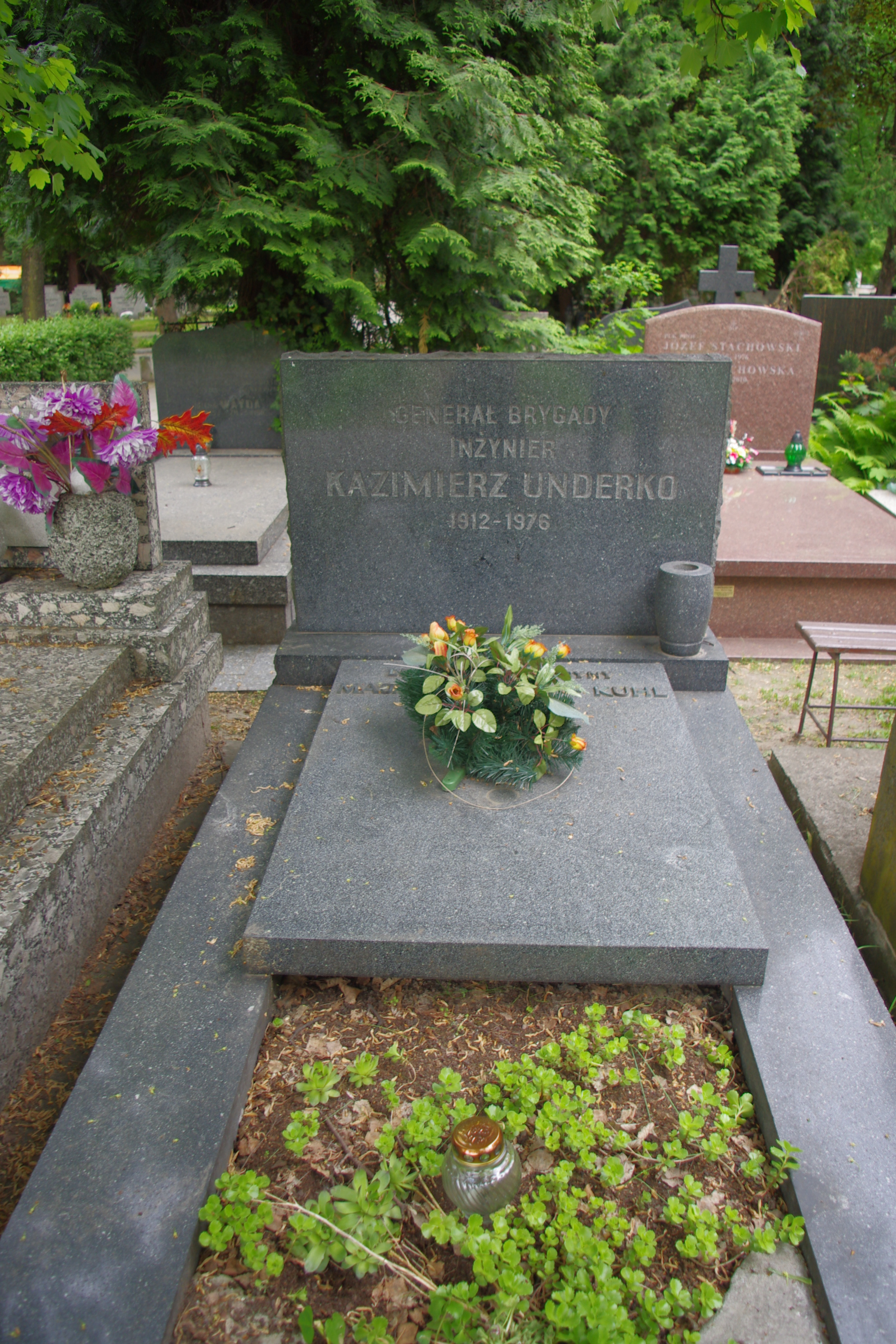
Grób gen. brygady Kazimierza Underko na Powązkach-Cmentarzu Wojskowym w Warszawie

Kazimierz Underko (ur. 9 grudnia?/22 grudnia 1912 w Kamieńcu Podolskim, zm. 20 października 1977 w Warszawie) – generał brygady LWP.

## Życiorys
Ukończył polską szkołę podstawową w Kamieńcu i polskie technikum w Kijowie i został technikiem-konstruktorem. Od 1929 członek Komsomołu, a od 1935 Wszechzwiązkowej Komunistycznej Partii (bolszewików). W 1935 wstąpił do Armii Czerwonej jako oficer techniczny. Od 1937 wykładał gospodarkę rolną w technikum rolniczym w Kamieńcu. Wiosną 1943 skierowany do służby w Polskich Siłach Zbrojnych w ZSRR, do obozu w Sielcach nad Oką. Od maja 1943 zastępca dowódcy plutonu parkowego, następnie zastępca dowódcy i dowódca kompanii samochodowej w 1 DP. im. T. Kościuszki. Brał udział w walkach pod Dęblinem, Pragą, następnie w wyzwalaniu Warszawy w styczniu 1945, w przełamaniu Wału Pomorskiego, forsowaniu Odry i zdobywaniu Berlina. W grudniu 1945 został szefem służby samochodowej 1 DP, od marca 1946 w stopniu majora. W kwietniu 1947 został dowódcą 1 pułku samochodowego w GO „Wisła”. Od marca 1948 kierował wydziałem w Departamencie Służby Samochodowej MON. We wrześniu 1949 zmienił obywatelstwo z sowieckiego na polskie. Od kwietnia 1950 komendant Oficerskiej Szkoły Samochodowej w Pile, od stycznia 1952 szef wydziału w Szefostwie Służby Samochodowej, a od stycznia 1954 zastępca szefa Służby Samochodowej. W kwietniu 1956 został szefem Zarządu Technicznego w Sztabie Generalnym WP. W lipcu 1956 mianowany generałem brygady. Od listopada 1957 dyrektor Centralnego Zarządu Inżynierii Ministerstwa Handlu Zagranicznego. W lipcu 1964 został attaché handlowym - radcą ds. inżynierii w Biurze Radcy Handlowego w Moskwie (do 30 XI 1971). W maju 1972 pożegnany przez wiceministra obrony narodowej gen. dyw. Józefa Urbanowicza i przeniesiony do rezerwy. Pochowany na cmentarzu Powązki Wojskowe w Warszawie (kwatera IIB7-1-2). 

## Awanse
- chorąży - wrzesień 1943
- podporucznik - lipiec 1944
- porucznik - czerwiec 1945
- kapitan - grudzień 1945
- major - marzec 1946
- podpułkownik - lipiec 1948
- pułkownik - marzec 1951
- generał brygady - lipiec 1956

## Życie prywatne
Urodził się w rodzinie polskiej. Był synem Kazimierza (1879-1961), robotnika i Julii z domu Blumfeld (1890-1961). Mieszkał w Warszawie. Od 1946 był żonaty z Romualdą Jadwigą z domu Kozaryn-Okulicz, fotografem, z którą rozwiódł się w 1964. Miał dwie córki.

## Odznaczenia
- Order Sztandaru Pracy II klasy (1963)
- Krzyż Komandorski Orderu Odrodzenia Polski (1972)
- Krzyż Kawalerski Orderu Odrodzenia Polski (1958)
- Krzyż Walecznych (1945)
- Złoty Krzyż Zasługi (1946)
- Srebrny Krzyż Zasługi (1946)
- Srebrny Medal „Zasłużonym na Polu Chwały” (trzykrotnie w 1945)
- Medal „Za udział w walkach o Berlin” (1966)
- Medal 10-lecia Polski Ludowej
- Złoty Medal „Siły Zbrojne w Służbie Ojczyzny”
- Srebrny Medal „Siły Zbrojne w Służbie Ojczyzny”
- Srebrny „Medal Za zasługi dla obronności kraju” (1968)
- Order Czerwonej Gwiazdy
- Order Wojny Ojczyźnianej II stopnia